# إيان كاري
إيان كاري (بالإنجليزية: Ian Carey)‏ هو دي جي نادي ‏ ودي جيه أمريكي، ولد في 13 سبتمبر 1975 في بالتيمور في الولايات المتحدة.

## وصلات خارجية
- الموقع الرسمي
- إيان كاري على موقع ميوزك برينز (الإنجليزية)
- إيان كاري على موقع ميوزك برينز (الإنجليزية)
- إيان كاري على موقع ميوزك برينز (الإنجليزية)
- إيان كاري على موقع ديسكوغز (الإنجليزية)
- إيان كاري على موقع ديسكوغز (الإنجليزية)